# 馬場章夫 (工学者)
馬場 章夫（ばば あきお、1949年 - ）は、日本の化学工学者。大阪大学名誉教授。元大阪大学理事・副学長。産学官連携功労者表彰文部科学大臣賞受賞。

## 人物・経歴
高知県生まれ。土佐高等学校を経て、1971年大阪大学工学部応用化学科卒業。1976年大阪大学大学院工学研究科石油化学専攻博士課程修了、工学博士。同年三菱化成工業（現在の三菱ケミカル）入社、総合研究所配属。1981年大阪大学工学部助手。1995年大阪大学大学院工学研究科教授。2007年大阪大学先端科学イノベーションセンター長。2008年大阪大学大学院工学研究科長・工学部長兼総長補佐（産学連携担当）。2011年から大阪大学理事・副学長（産学連携担当）を務め、第12回産学官連携功労者表彰（平成26年度）文部科学大臣賞を受賞した。退任後、大阪大学名誉教授。